# 황윤길
황윤길(黃允吉, 1536년~?)은 조선의 문신이다. 자는 길재(吉哉), 호는 우송당(友松堂), 본관은 장수이다. 당색으로는 서인이다. 1590년 선조 때 통신사 정사로 일본에 다녀와서 변란의 가능성을 보고했지만, 채택되지 못했다. 임진왜란을 정확히 예견한 것으로 유명하다. 1591년(선조 24) 특별히 광국원종공신 1등에 책록되었다.

## 생애
황희의 4대손이며 황치신의 증손자이자 황사경의 손자이다.
아버지는 황징(黃懲)이다.
그의 가계는 훈구파였지만, 그는 사림파에 가담하여 출사하였다. 그는 일찍부터 율곡 이이, 우계 성혼, 송강 정철 등과 가까이 지냈다.
명종 때 문과에 급제하였으며, 선조 때 통신정사로 일본에 다녀왔다.

## 조선통신사
도요토미 히데요시가 일본 각지의 다이묘들을 정리하고 중앙집권화를 이루었다는 소식이 들리자 선조가 일본의 정세를 파악하고 정탐을 위해 사람을 보냈는데, 조선에서 정탐꾼이 파견된다는 보고를 듣고 도요토미 히데요시가 경계와 검문을 강화하자 선조는 공식적인 사절단을 파견한 것이었다. 1589년 11월 18일 일본 사정을 탐지하려고 파견된 조선통신사 행에서 황윤길은 정사(正使)로 임명되었다. 1590년 3월 왜의 사신이었던 소 요시토시(宗義智) 등과 함께 서울을 출발하여 4월 대마도를 거쳐 일본 오사카에 들어간 직후부터 부사(副使) 김성일 등과 관백(關伯) 도요토미 히데요시에게 예를 표하는 절차를 놓고 심한 의견 대립을 보였는데, 김성일은 도요토미 히데요시가 일본의 국왕이 아니므로 왕과 동일한 예를 베풀 수 없다고 주장하여 이를 관철시켰다.
서인 황윤길은 정치적으로는 동인에 속하였던 김성일과 많은 갈등을 빚었는데, 반면 같은 동인으로서 서인의 편을 든 종사관 허성(許筬)은 이후 동인들의 외면을 받게 되었다.

### 여정
이들의 여정은 《선조수정실록》에서는 다음과 같이 전한다.

#### 대마도(쓰시마)
1590년 4월 통신사 일행이 대마도에 도착했을 때 일본은 당연히 영접사를 파견해서 사신을 인도해야 함에도 불구하고 이런 절차를 거치지 않았다. 대마도주 평의지(平義智-소 요시토시)는 산 위의 국본사에서 연회를 베풀었는데, 가마를 탄 채 뜰 아래까지 와서 통신사 일행을 노하게 하였다. 그래서 김성일은 그들의 거만함을 지적하면서 1개월을 지체한 후에야 출발을 하였다.

#### 오사카
대마도에서 계빈주(界濱州)에 당도했을 때 도왜(導倭)의 영접을 받았는데, 그들을 일부러 길을 돌아 몇 달을 지체하다가 국도(國都) 오사카에 도착하였다.
도요토미 히데요시는 산동(山東)으로 출병하였다가 몇 달 만에 돌아와서, 궁을 수리한다는 핑계로 국서(國書) 수령을 5개월이나 지체하였다. 실록에서 묘사한 도요토미 히데요시의 첫인상을 다음과 같이 묘사하고 있다.
| “ | 도요토미 히데요시의 용모는 왜소하고 못생겼으며 얼굴은 검고 주름져 원숭이 형상이었다. 눈은 쑥 들어갔으나 눈동자가 빛나 사람을 쏘아보았는데, 사모(紗帽)와 흑포(黑袍) 차림으로 방석을 포개어 앉고 신하 몇 명이 배열하여 모시고 있었다. 사신이 좌석으로 나아가니, 연회 준비는 전혀 해 놓았지 않았고, 앞에 탁자 하나를 놓고 그 위에 떡 한 접시를 놓았으며 옹기사발로 술을 치는데 술도 탁주였다. 세 순배를 돌리고 끝냈는데 수작(酬酢)하고 읍배(揖拜)하는 예는 없었다. 얼마 후 도요토미히데요시가 안으로 들어갔는데 자리에 있는 자들은 움직이지 않았다. 잠시 후 편복(便服)차림으로 어린 아기를 안고 나와서 당상(堂上)에서 서성거리다가, 조선 악공을 불러서 여러 음악을 성대하게 연주하도록 하였다. 음악을 듣다가 어린 아이가 옷에다 오줌을 누었다. 히데요시가 웃으면서 시녀를 불러 아이를 건네주고, 다른 옷으로 갈아 입는데, 모두 태연자약하여 방약무인한 행동이었다. 사신 일행이 사례하고 나온 뒤에는 다시 만나지 못했다. | ” |

도요토미 히데요시는 조선의 정사(上使)와 부사(副使)에게 각각 은 400냥을 주고 서장관 이하는 차등을 두어 주었다. 사신이 돌아가게 해줄 것을 재촉하자 히데요시는 답서를 즉시 결재하지 않고 먼저 가도록 요구하였다. 이에 김성일이 ‘국서를 가지고 왔는데 만일 답서가 없다면 이는 왕명을 내팽겨친 것과 마찬가지다.’라고 주장을 하며, 물러나지 않자 황윤길 등이 구금될까 두려워 숙소(계빈, 界濱)에서 기다리니 비로소 답서가 전달되었다. 그런데 답서가 거칠고 거만해서 김성일이 답서를 여러 차례 고치도록 요구한 뒤에야 수령하였다.
오사카에서 돌아오는 길목의 여러 왜진(倭陣)에서 왜장(倭將)들이 주는 물건들을 김성일만은 물리치고 받지 않았다.

#### 한양
1591년 3월 통신사 황윤길 등이 부산에 도착하여 일본에서 왜사(倭使) 평조신(平調信) 등과 함께 돌아 왔다. 1590년 일본에 갔던 통신사 일행이 이듬해 돌아와 한 보고는 서로 상반된 것이었다. 어전 회의에서 황윤길은 그간의 실정과 형세를 살펴보면서 “앞으로 반드시 병화가 있을 것이옵니다.”라고 일본의 침략을 예고하였으나, 부사 김성일은, “전혀 그러한 조짐이 없었사옵니다.”라고 상반된 대답을 하였다. 도요토미 히데요시의 인상을 묻는 질문에도 황윤길은, “눈에 광채가 있고 담략이 남달라 보였사옵니다.”라고 말했음에 비해 김성일은 “눈이 쥐와 같고 생김새는 원숭이 같으니 두려울 것이 못 됩니다.”라고 다르게 대답하였다. 이처럼 김성일은 황윤길과 엇갈린 주장을 하여 일본 방비책에 통일을 가져오지 못하였다.
| “ | 그러한 징후는 발견하지 못하였는데 황윤길이 장황하게 아뢰어 민심을 동요시키니 사리에 매우 어긋납니다. | ” |

이때 서장관으로 동인 소속이던 허성도 서인인 황윤길과 의견을 같이하여 일본이 침략해올 것임을 보고했지만, 받아들여지지 않았다. 선조는 김성일의 말만 듣고 적을 맞을 준비를 소홀히 하였다. 2년 후 임진왜란이 일어나자, 선조는 황윤길의 말을 믿지 않았음을 크게 후회하였다고 한다.
조헌은 화친 주장에 맞서 “왜적이 반드시 쳐들어 올 것이다”라고 주장을 하였지만, 동인은 오히려 서인이 세력을 잃었기 때문에 민심을 동요시키는 것이라고 주장하였다. 당시 서인은 정여립의 모반사건을 계기로 정철을 중심으로 잠시 세력을 만회하였으나 《세자 책봉문제》(건저의 문제)로 정철과 윤두수가 파직되면서 기반을 잃어 동인에게 눌렸던 상황이었다.
류성룡이 김성일에게 전쟁의 발발 여부를 묻자 김성일은 이렇게 답하였다.
| “ | 나도 어찌 왜적이 침략하지 않을 것이라고 단정하겠습니까. 다만 온 나라가 동요될까 두려워 그것을 풀어주려 그런 것입니다. | ” |

1591년 황윤길은 일본에서 돌아올 때 대마도에서 조총(鳥銃) 두 자루를 얻어가지고 돌아와 바쳤지만, 조정에서 그것을 실용화할 계획을 하기도 전에 임진왜란이 일어났다. 벼슬이 병조판서에 이르렀다.
1591년(선조 24) 종계변무가 성사되자 그는 특별히 광국원종공신 1등의 한 사람으로 책록되었다.

## 사후
《황윤길 묘》는 경기도 고양시 덕양구에 있다. 2009년 8월 31일 고양시의 향토유적 제55호로 지정되었다.

## 관련 작품

### 드라마
- 《임진왜란》 (MBC, 1985년~1986년, 배우:임종국)
- 《불멸의 이순신》 (KBS1, 2004년~2005년, 배우:임병기)
- 《징비록》 (KBS1, 2015년, 배우:김종수)

## 같이 보기
| - 임진왜란 - 정유재란 - 김성일 - 서인 - 성혼 - 이이 - 심의겸 - 심연원 - 심통원 - 김효원 | - 사림파 - 통신사 - 도요토미 히데요시 - 도쿠가와 이에야스 - 황희 - 황군서 - 황치신 - 황수신 - 이황 |

## 참고 문헌
- 《선조실록》
- 《대동야승》
- 《국조보감》